# Aphanopleura
Aphanopleura es un género de alrededor de 15 especies de plantas herbáceas perteneciente a la familia Apiaceae, originarias de Asia.
Comprende 7 especies descritas y de estas, solo 5 aceptadas.

## Taxonomía
El género fue descrito por Pierre Edmond Boissier y publicado en Flora Orientalis 2: 855. 1872. La especie tipo es: Aphanopleura trachysperma Boiss.

## Especies
A continuación se brinda un listado de las especies del género Aphanopleura aceptadas hasta julio de 2013, ordenadas alfabéticamente. Para cada una se indica el nombre binomial seguido del autor, abreviado según las convenciones y usos.
- Aphanopleura breviseta (Boiss.) Heywood & Jury
- Aphanopleura capillifolia (Regel & Schmalh.) Lipsky
- Aphanopleura leptoclada (Aitch. & Hemsl.) Lipsky
- Aphanopleura trachysperma Boiss.
- Aphanopleura zangelanica Gagina & Matsenko